# Cerasoma cerasus
Cerasoma cerasus là một loài bọ cánh cứng trong họ Tenebrionidae. Loài này được S. Endrödy-Younga miêu tả khoa học năm 1989.